# Алтай (сомон, Говь-Алтай)
Алтай – сомон аймаку Говь-Алтай, Монголія. Територія 20 тис км², населення 2,6 тис. Центр – селище Баян овоо знаходиться на відстані 200 км від міста Алтай та 1000 км від Улан-Батору. Є школа, лікарня, Будинок культури.